# Porten till de katalanska länderna
Porten till de katalanska länderna (katalanska: Porta dels Països Catalans) är ett monument i sydfranska Salses-le-Château, utfört i rostfritt järn och ritat av den katalanske skulptören Ermili Armengol. Monumentet står sedan 2003 vid A9-motorvägen, strax söder om gränsen mellan de franska departementen Aude och Pyrénées-Orientales. Denna gräns motsvarar ungefärligen gränsen fram till 1659 mellan Frankrike och Spanien, och söder därom ligger Roussillon som historiskt varit del av Katalonien.
Monumentet är utformat som en båge med tre mellanliggande ben, tillsammans liknande en stor kam. De fyra hålen i konstruktionen representerar de fyra röda strecken i den katalanska flaggan, vilka även symboliseras bland annat av Quatre Columnes i centrala Barcelona.

## Historik och utformning
Konstruktionen slutfördes 2003, efter 19 års bygge med ett flertal avbrott. Bygget initierades av föreningen l’Associació Porta dels Països Catalans, som en markering av den historiska nordgränsen för det katalanska språket och den katalanska kulturen. Sedan 1987 gavs projektet stöd från olika katalanska institutioner, medan både den franska och den spanska staten varit ointresserade alternativt motverkat byggets framskridande. Varken Frankrike eller Spanien har velat främja kulturyttringar som kan understödja katalansk nationalism, eller aktivism runt de katalanska länderna.
Den tolv meter höga konstruktionen befinner sig fyra kilometer söder om gränsen mellan de franska departementen Aude och Pyrénées-Orientales, vilka historiskt befunnit sig på olika sidor om gränsen mellan Spanien/Katalonien och Frankrike. Det dåvarande katalanskt dominerade Roussillon (katalanska: Rosselló) i Spanien överfördes 1659 till Frankrike som del av Pyreneiska freden efter det fransk-spanska kriget 1635–1659.
Konstruktionens fem ben inrymmer de fyra öppningar som ska symbolisera de fyra traditionella strecken (synliga i den katalanska flaggan). Från luften kan den även påminna om en skära, symbol för Skördekarlarnas krig och det kortvariga katalanska nationsprojektet 1640.

## Liknande monument
Porten till de katalanska länderna kan jämföras med flera andra liknande monument i eller kring Katalonien. 1919 restes i Barcelona den första versionen av Quatre Columnes. 1976 stod Bofills pyramid (även känd som Le Perthus-pyramiden) färdig vid den nuvarande gränsen mellan Frankrike och Spanien, med sina fyra katalanska pelare.